# Arthur Laurents
Arthur Laurents (né Arthur Levine le 14 juillet 1917 à Brooklyn, mort le 5 mai 2011, à Manhattan) est un dramaturge, librettiste, scénariste et metteur en scène américain, connu notamment pour avoir écrit le livret de la comédie musicale West Side Story (1957), et le scénario du film Nos plus belles années (1973).

## Biographie
Né à Brooklyn en 1917, Arthur Laurents est le fils aîné d'un avocat et d'une institutrice qui quitta son travail pour élever ses deux enfants,. Edith, la sœur cadette d'Arthur, souffre de chorée.
Ses grands-parents paternels étaient des Juifs orthodoxes. Du côté de sa mère, ils étaient des Juifs athées, et celle-ci n'observait les rites que pour plaire à son mari, sans imposer aux enfants la stricte observance de la religion. Arthur ne reniait pas ses origines juives, mais n'adopta aucune religion et changea son patronyme, pour Laurents, à la seule fin de se dénicher sans ennui un emploi.

### Débuts radiophoniques
Au sortir de l'université Cornell, il suivit un cours du soir de l'Université de New York sur l'écriture radiophonique. Son professeur, un cadre de CBS radio, soumit le script de Laurents à son réseau, qui le produisit. Ce texte fantaisiste, Now Playing Tomorrow, qui portait sur la clairvoyance, a lancé sa carrière, entraînant des commandes variées pour des émissions radiophoniques, notamment pour le Lux Radio Theater.

### Vie militaire
Au milieu de la Seconde Guerre mondiale, l'Armée américaine le réclame. Mais, à tout hasard, il n'est pas envoyé au front, mais est affecté à une section cinématographique locale où il devait écrire le scénario de films destinés à encourager l'enrôlement. Il a l'occasion d'y rencontrer notamment le réalisateur George Cukor et l'acteur William Holden. Il est ensuite assigné à l'écriture de dramatiques pour la radio, pour faire connaître les contributions particulières des différentes divisions de l'armée.

### Débuts théâtraux
Peu après sa démobilisation, il rencontre la danseuse Nora Kaye, avec qui il connaît les hauts et les bas de la vie amoureuse. Puis Laurents finit par se lasser d'écrire pour la radio. À la demande expresse du cinéaste-acteur Martin Gabel, il consacre neuf nuits consécutives à écrire une dramatique inspirée d'un photographe des G.I. dans la jungle du Pacifique Sud, durant la Seconde Guerre mondiale. Ce qui devient Home of the Brave, un drame sur l'antisémitisme dans l'armée, monté sur scène à Broadway le 27 décembre 1945 et qui connait 49 représentations. Stanley Kramer produit en 1949 une adaptation de cette pièce au cinéma, La Demeure des braves (Home of the Brave), réalisé par Mark Robson, avec comme personnage principal un Noir plutôt qu'un Juif.
Dans les années 1950, il est une des victimes du maccarthysme, inscrit sur la liste noire du cinéma.
Arthur Laurents est mort le 5 mai 2011, à Manhattan, à l'âge de 93 ans.

### Vie privée
Arthur Laurents était homosexuel. Il a entretenu des liaisons notamment avec Farley Granger et Tom Hatcher,.

## Filmographie

### Scénariste
- 1948 : La Corde (Rope) d'Alfred Hitchcock
- 1948 : La Fosse aux serpents (The Snake Pit) d'Anatole Litvak
- 1949 : Pris au piège (Caught) de Max Ophüls
- 1949 : La Demeure des braves (Home of the Brave) de Mark Robson
- 1949 : Anna Lucasta d'Irving Rapper
- 1955 : Vacances à Venise (Summertime) de David Lean
- 1956 : Anastasia d'Anatole Litvak
- 1958 : Bonjour tristesse d'Otto Preminger
- 1961 : West Side Story de Jerome Robbins et Robert Wise
- 1962 : Gypsy, Vénus de Broadway (Gypsy) de Mervyn LeRoy
- 1973 : Nos plus belles années (The Way We Were) de Sydney Pollack
- 1977 : Le Tournant de la vie (The Turning Point) de Herbert Ross
- 1997 : Anastasia de Don Bluth et Gary Goldman

### Producteur
- 1977 : Le Tournant de la vie (The Turning Point) de Herbert Ross